# Cinquante pour cent de femmes ou rien de dynamique
 (avril 2024).
La dynamique 50 pour cent femmes ou rien ( en Anglais: The Fyfty Percent Women or Nothing Dynamic), est un groupe de campagne basé au Sud-Kivu, réunissant plusieurs organisations de femmes de la société civile en République démocratique du Congo. Le groupe appelle à la pleine mise en œuvre de l'article 14 de la Constitution, qui garantit la parité hommes-femmes dans la gestion des affaires publiques aux niveaux national, provincial et local.

## Histoire
En avril 2019,  la Dynamique a soutenu la candidature de Jeanine Mabunda à la présidence de l'Assemblée nationale . 
En novembre 2019, la Dynamique a lancé une série de manifestations au Sud-Kivu, s'opposant aux décrets et décisions du gouverneur Théo Ngwabidje qui excluaient les femmes du gouvernement provincial :

« Le changement pour nous les femmes du Sud-Kivu commence par le respect de l'article 14 de la constitution de la RDC. Depuis les élections de décembre 2018, les femmes de la RDC et celles du Sud-Kivu en particulier ont frappé à de nombreuses portes pour le rappeler aux dirigeants de ce pays. Malheureusement, cela fait près d'un an que nous attendons en vain des signes positifs de changement »

En janvier 2021, au milieu des négociations sur la formation d'un gouvernement reflétant « l' Union sacrée de la nation », le groupe a appelé le président Félix Tshisekedi à garantir que les femmes parlementaires jouent un rôle à part entière dans le gouvernement national qui en résultera .